# Jean de Brosse
Pour les articles homonymes, voir De Brosse et Boussac.
Ne doit pas être confondu avec Jean de La Brosse.
 (décembre 2018).
Si vous disposez d'ouvrages ou d'articles de référence ou si vous connaissez des sites web de qualité traitant du thème abordé ici, merci de compléter l'article en donnant les références utiles à sa vérifiabilité et en les liant à la section « Notes et références ».
Jean de Brosse dit Maréchal de Boussac, né en 1375 au château d'Huriel, mort en juin 1433, au château de Boussac (Creuse), seigneur de Boussac, Sainte-Sévère (Indre) et Huriel (Allier), maréchal de France et compagnon d'armes de Jeanne d'Arc.
Il est le fils de Pierre de Brosse, seigneur d'Huriel, et de Marguerite de Malval, dame de La Forêt

## Le «maréchal de Boussac»
Jean Ier de Brosse que les chroniqueurs du temps appelleront « le maréchal de Boussac » (parfois « le maréchal de Sainte-Sévère ») devient un familier de la cour du roi Charles VII. Son ascension à la cour fut probablement facilitée par son cousinage avec la famille de Culant, puis par son union tardive (en 1419, il s'agit sans doute d'un second mariage) avec Jeanne de Naillac, fille du vicomte de Bridiers, nièce de Philibert de Naillac, Grand-maître des Hospitaliers de Rhodes de 1396 à 1421.
La première mention de Jean de Brosse se trouve dans les chroniques à la date du 31 mars 1423, lorsqu'il combat à la tête de cent hommes d'armes sous les ordres du comte de Sancerre. Il passe ensuite au service d'Arthur de Bretagne, connétable de Richemont (1395-1458). En récompense des bons et loyaux services de Jean de Brosse, le roi l'élève à la dignité de maréchal de France le 14 juillet 1426.
Charles VII est alors en proie à tous les doutes ; Les favoris se succèdent et exercent sur lui une influence que le puissant Richemont juge parfois nuisible aux intérêts du royaume. C'est ainsi que l'on suppose - le doute subsiste - que Jean de Brosse, sur ordre de Richemont, fut en 1427 l'instigateur, sinon l'auteur de l'arrestation puis de l'exécution de Le Camus de Beaulieu, déchu de la faveur du connétable. Ce crime resta impuni.

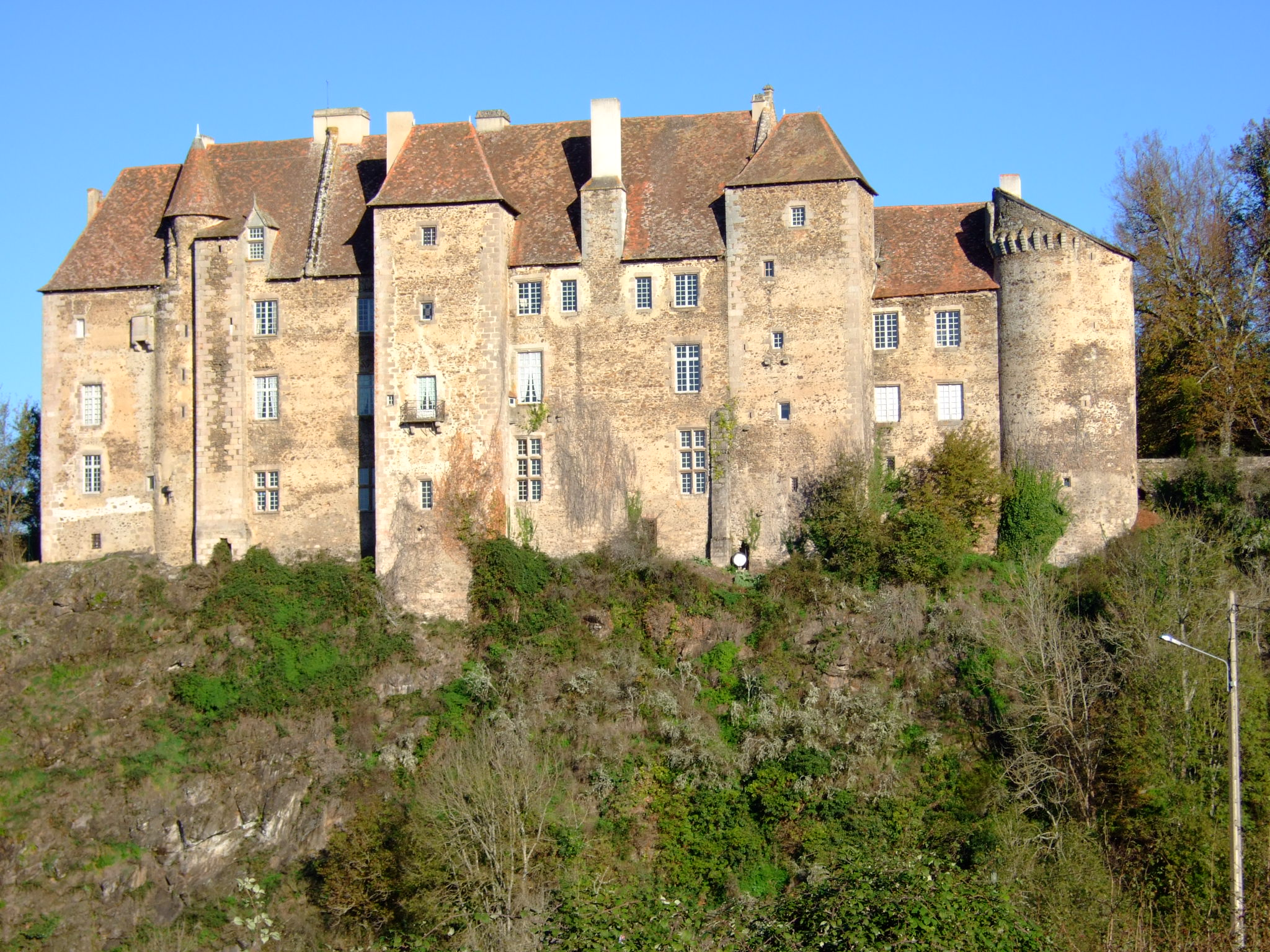
Le château de Boussac.

En 1428, Jean de Brosse se rebelle contre l'autorité royale avec le comte de Clermont et le comte de Perdriac ; ils s'enferment dans le château de Bourges, mais reviennent bientôt à de meilleurs sentiments. Le roi, qui a besoin de vaillants capitaines, leur accorde son pardon. Le 12 février 1428, Jean de Brosse participe à la « bataille des Harengs », dans la région de Pithiviers. Les Anglais, sous les ordres du comte John Fastolf, gouverneur du Maine et de l'Anjou (le "Falstaff" de Shakespeare), repoussent les Français. Le beau frère de Jean de Brosse, Jean de Naillac, est tué lors du combat. Les Anglais tiennent Beaugency, assiègent Orléans, et se préparent à entrer en campagne au sud de la Loire. La situation n'est pas loin d'être désespérée pour Charles VII, le « petit roi de Bourges ».
Le « miracle » survient alors : Jeanne d'Arc convainc le roi de la laisser aller au secours d'Orléans. Jean de Brosse et Louis de Culant (son cousin, futur amiral de France) sont désignés pour escorter Jeanne d'Arc à la tête d'une troupe qui rejoint le gros des forces royales. Le charisme de Jeanne fait le reste : le 8 mai, les Anglais lèvent le siège. 
Jean de Brosse participe alors aux combats pour la libération de Jargeau, Meung, Beaugency et à la victoire de Patay, aux côtés de Tugdual de Kermoysan (18 juin 1429).
Lorsque Charles VII est sacré à Reims, le 17 juillet 1429, le "maréchal de Boussac" est l'un des trois seigneurs, avec Louis de Culant et Gilles de Rais (ce dernier fait maréchal de France le matin même), qui ont l'honneur de porter, depuis la basilique Saint-Remi jusqu'à la cathédrale, la Sainte Ampoule, contenant le Saint chrême destiné à "oindre" le roi.
Au début de l'année suivante, Charles VII nomme Jean de Brosse « lieutenant général pour le nord de la Seine ». Des combats indécis l'opposent aux Anglo-Bourguignons jusqu'en 1432, date à laquelle il manque de peu d'enlever Rouen, ses capitaines se disputant le privilège du butin avant que la prise de la ville soit définitive et refusant finalement de marcher, alors que la voie était libre…
Jean de Brosse meurt de maladie en 1433. Contrairement à ses parents, il n'avait pas souhaité être inhumé à Huriel, mais dans l'abbaye de Prébenoît (actuelle commune de Bétête, Creuse). Il y fut enterré aux côtés de ses ancêtres Roger de Brosse et Marguerite de Déols, qui avaient largement doté l'abbaye.

Armoiries de Jean de Brosse.

Les frais d'entretien des troupes levées par Jean de Brosse avaient hélas obéré ses finances au point de le ruiner, d'autant qu'en 1427 il avait affranchi d'impôts les cinquante bourgeois de Boussac (moyennant toutefois le paiement de mille écus d'or…). Ses dettes étaient considérables et ses créanciers menaçaient de le faire excommunier le maréchal, ce qui aurait eu pour conséquence l'exhumation de sa dépouille de la « terre chrétienne » de Prébenoît pour la faire jeter dans une terre « non sanctifiée » (telle était alors la sanction pour les défunts morts sans avoir payé leurs dettes). Le roi voulut bien se souvenir des bons  services du maréchal. Il donna l'autorisation de lever un impôt exceptionnel (!) dans les seigneuries de Boussac, Huriel et Sainte-Sévère, ce qui permit à la dépouille de Jean de Brosse de demeurer dans l'abbatiale de Prébenoît…
Jean de Brosse jouissait d’une grande renommée. Le fameux Rodrigue de Villandrando, chef des grandes compagnies s’était engagé à ne pas faire la guerre au roi de France, au comte de Clermont, au vicomte de Turenne et à « Monseigneur le maréchal de Sainte-Sévère » « qu’il aiderait contre tous et tout, sauf contre le Roi ».
La succession de Jean de Brosse se révéla particulièrement complexe. Elle ne fut réglée qu'à l'issue de sombres disputes, de procès, et même d'un conflit armé entre Marguerite de Malval, grand-mère des quatre enfants de Jean de Brosse, et Louis de Culant, leur tuteur désigné, qui finit par avoir gain de cause contre l'obstinée Marguerite. Le fils aîné, Jean II de Brosse (futur chambellan du roi en 1449), épousa, conformément au souhait de son père et à celui de Louis de Culant, Nicole de Châtillon, laquelle lui apporta ultérieurement, par héritage, le comté de Penthièvre en Bretagne.

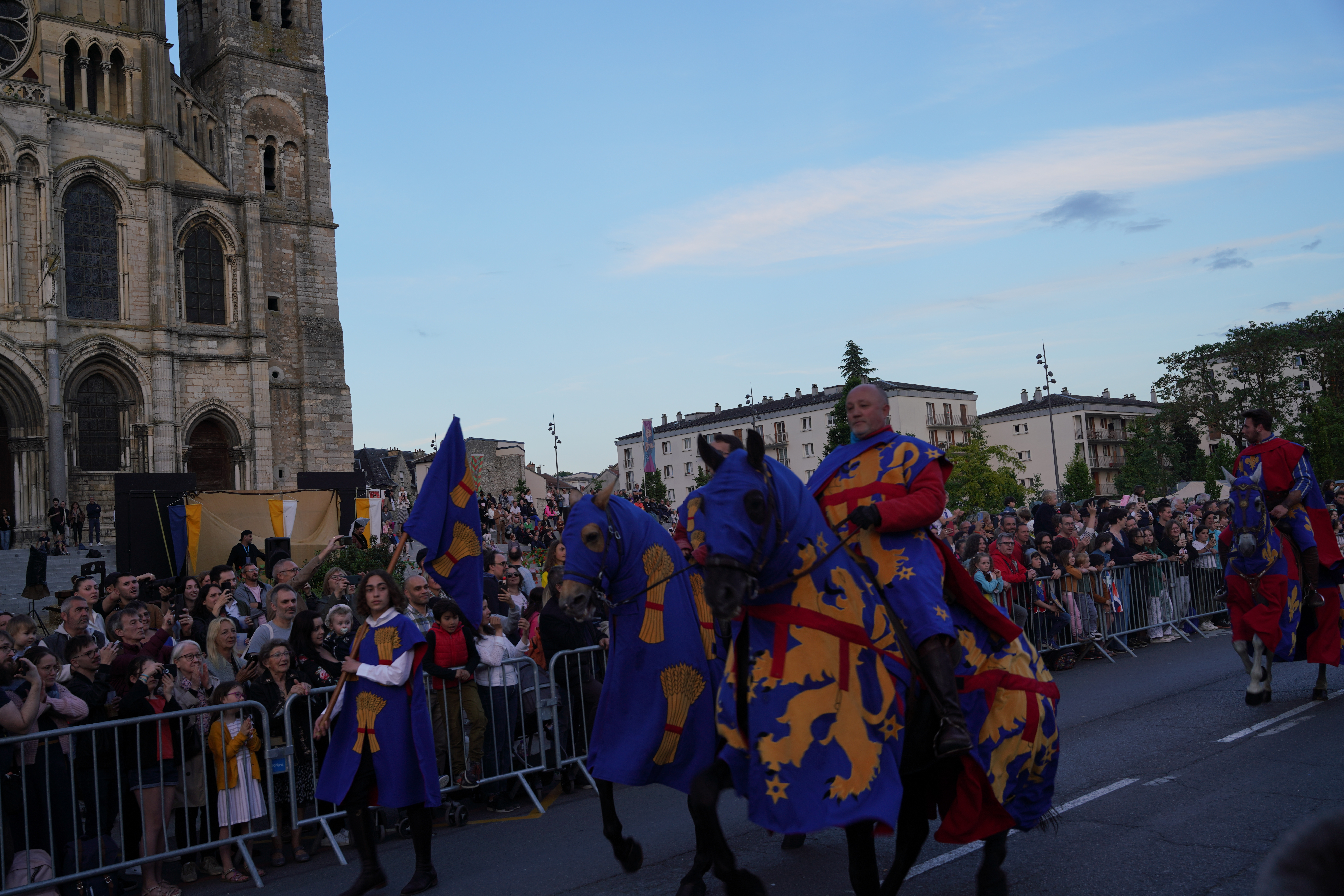
Jean de Brosse et Louis de Culant à cheval lors des Fêtes johanniques de Reims en 2024 devant la Basilique Saint-Remi de Reims.

## Union et postérité
- Marié le 20 août 1419 avec Jeanne la jeune, dame de Naillac, dont 
  - Jean II de Brosse, marié le 18 juin 1437 avec Nicole de Châtillon-Penthièvre : d'où la suite des comtes de Penthièvre
  - Marguerite, mariée avec Germain de Vivonne, seigneur d'Anville
  - Blanche, mariée (sa première femme) avec Jean IV de Roye, seigneur de Muret et Busancy

Sa postérité n'est pas à confondre avec l'actuelle famille de Brosse.